# Gonatacanthus
Gonatacanthus is een geslacht van rechtvleugeligen uit de familie sabelsprinkhanen (Tettigoniidae). De wetenschappelijke naam van dit geslacht is voor het eerst geldig gepubliceerd in 1907 door Karny.

## Soorten
Het geslacht Gonatacanthus omvat de volgende soorten:
- Gonatacanthus decipiens Karny, 1926
- Gonatacanthus gahavisuka Naskrecki & Rentz, 2010
- Gonatacanthus griffinii Karny, 1911
- Gonatacanthus inexpectatus Willemse, 1953
- Gonatacanthus primitivus Ingrisch, 1998
- Gonatacanthus pulcher Bolívar, 1900
- Gonatacanthus werneri Karny, 1907